# Кого (Экваториальная Гвинея)
Кого, раннее — Пуэрто-Ивадьер (фр. Cogo) — город в Экваториальной Гвинее, расположен в провинции Литорал.

## Географическое положение
Кого расположен на границе с Габоном, на берегу залива Муни.

## Транспорт
В городе есть небольшой морской порт.

## Демография
Население города по годам:
| 2001  | 2010  |
| ----- | ----- |
| 3 952 | 5 579 |